# Hiroyuki Takahashi
Hiroyuki Takahashi (高橋 宏幸 Takahashi Hiroyuki?, nacido el 6 de mayo de 1983 en Chiba) es un exfutbolista japonés. Jugaba de centrocampista y su único club fue el Tokyo Verdy de Japón.

## Trayectoria

### Clubes
| Club        | País  | Año         |
| ----------- | ----- | ----------- |
| Tokyo Verdy | Japón | 2002 - 2003 |